# Humboldt (Iowa)
Humboldt – miasto w Stanach Zjednoczonych, w stanie Iowa, w hrabstwie Humboldt, nad rzeką Des Moines. Zgodnie ze spisem statystycznym z 2000 roku, miasto liczyło 4452 mieszkańców.